# John Bennet Lawes

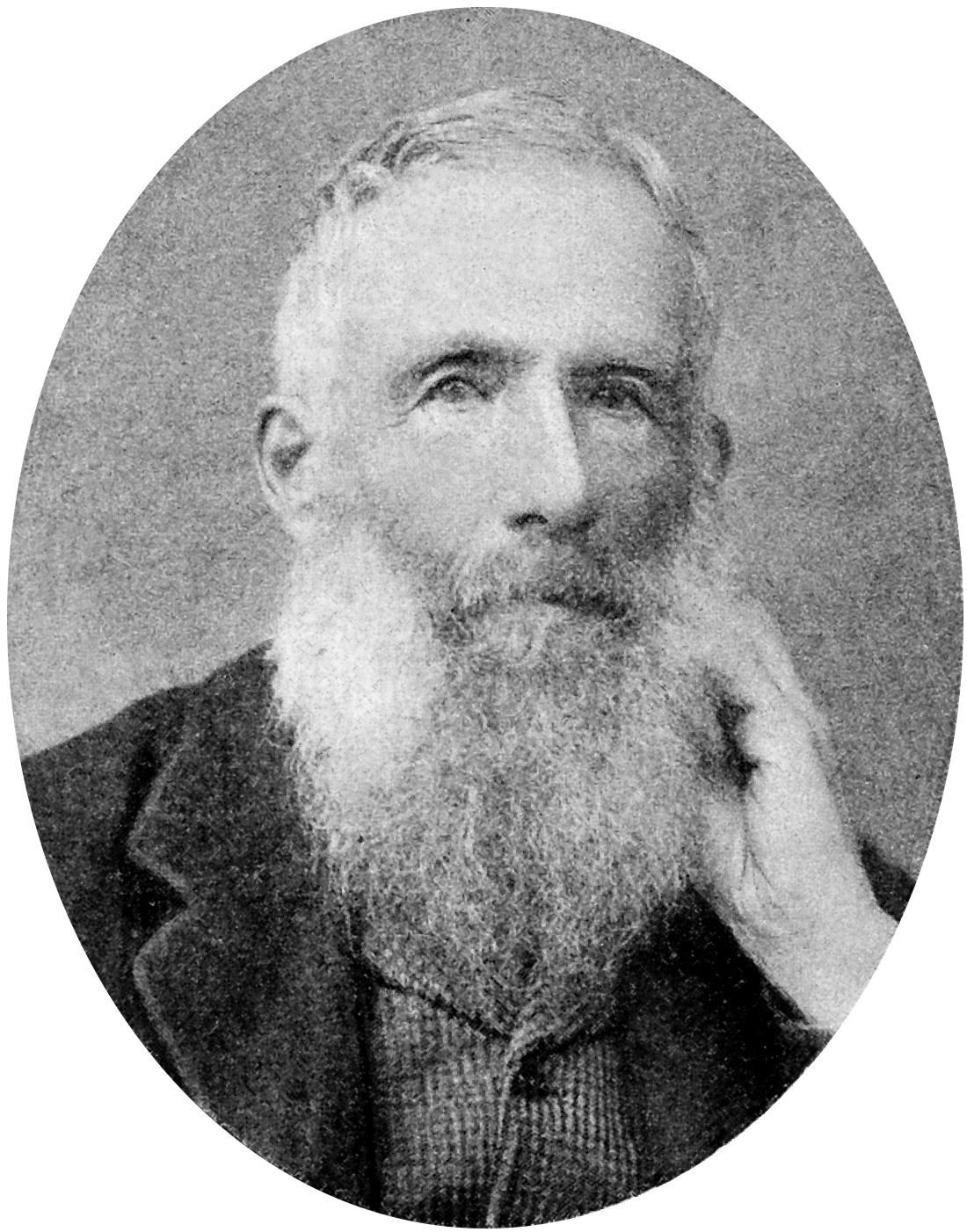
John Bennet Lawes

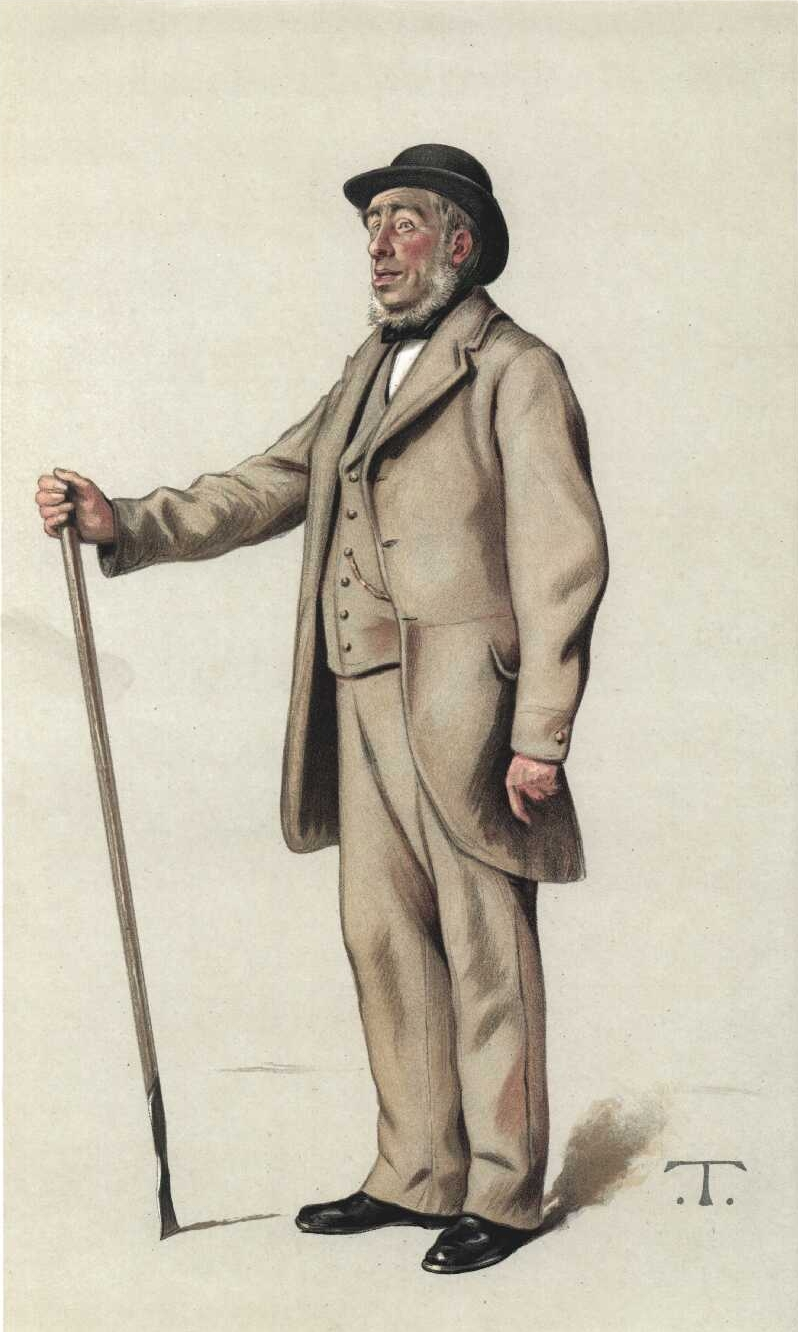
John Bennet Lawes

Sir John Bennet Lawes, 1. Baronet (* 28. Dezember 1814 in Rothamsted, Hertfordshire; † 31. August 1900 ebenda) war ein britischer Agrikulturchemiker. 

## Leben
Er war Besitzer von Rothamsted Manor, eines Gutsbetriebes in Rothamsted, auf dem er 1843 ein agrikulturchemisches Laboratorium einrichtete und dieses Anwesen gemeinsam mit dem Agrikulturchemiker Joseph Henry Gilbert die Rothamsted Experimental Station gründete.
Zunächst arbeitete Lawes an der Herstellung künstlicher Düngemittel (Kunstdünger). 1842 gelang es ihm durch Aufschluss von Knochenmehl mit Schwefelsäure erstmals Superphosphat herzustellen. Für dieses am 23. Mai 1842 angemeldete Verfahren erhielt er ein Patent.  
Lawes war, wie Justus von Liebig, ein überzeugter Anhänger der Lehre von der Mineralstoffernährung der Pflanzen. Mit dessen erstmals 1843 vertretener These, dass die in Form von Ammoniak in der Atmosphäre vorhandenen Stickstoffmengen für die Ernährung der Pflanzen ausreichen, konnte er sich allerdings nicht anfreunden. Deshalb legte er in Rothamsted langjährig konzipierte Feldversuche an, um diese Stickstoff-These Liebigs zu widerlegen. In den folgenden Jahrzehnten entwickelt sich ein heftiger wissenschaftlicher Streit: auf die von Bennet meistens im Journal of the Royal Agricultural Society of England veröffentlichten Ergebnisse antwortete Liebig mit heftigen, teilweise polemischen Gegenschriften.
Die Ergebnisse der Rothamsteder Dauer-Düngungsversuche stimmten jedoch mit den Erfahrungen der landwirtschaftlichen Praxis weitgehend überein und fanden weltweit höchste Anerkennung. In der zweiten Hälfte des 19. Jahrhunderts reisten führende deutsche Landbauwissenschaftler nach Rothamsted und berichteten in  Fachzeitschriften ausführlich über diese Versuche. 
1854 wurde er als Mitglied in die Royal Society gewählt, die ihm 1867 die Royal Medal verlieh. 1879 wurde er korrespondierendes Mitglied der Académie des sciences.
Am 19. Mai 1882 wurde ihm der erbliche Adelstitel eines Baronet, of Rothamsted in the County of Hertford, verliehen.